# Bitka na Mons Graupius

Bitka na Mons Graupius je bila po Tacitovem mnenju vojaška zmaga Rimskega cesarstva na območju današnje Škotske, ki se je zgodila leta 83 ali manj verjetno leta 84. Natančna lokacija bitke je predmet razprav. Zgodovinarji že dolgo dvomijo o nekaterih podrobnostih Tacitove pripovedi o bitki in nakazujejo, da je pretiraval o rimskem uspehu.

## Ozadje
Tacit navaja, da je Gnej Julij Agricola, ki je bil Tacitov tast, poslal svojo floto naprej, da bi povzročil paniko Kaledoncem in z lahko pehoto, okrepljeno z britanskimi pomožnimi silami dosegel mesto, ki ga je našel zasedenega od strani sovražnika.
Čeprav so bili Rimljani v svoji kampanji proti plemenom Britanije številčno v manjšini, so imeli pogosto težave s soočenjem sovražnikov v odprtem boju. Kaledonci so bili zadnje neporaženo britansko pleme (in niso bili nikoli povsem pokorjeni). Po mnogih letih izogibanja boju so bili Kaledonci prisiljeni ponuditi bitko, ko so Rimljani vkorakali na glavne žitnice Kaledoncev, ravno ko so dozorele za žetev. Kaledonci niso imeli druge izbire, kot da se bodo naslednjo zimo borili ali stradali.

## Lokacija
Bitka pri Mons Graupiusu je bila stalen motiv v preučevanju rimske Škotske. V 19. stoletju je bilo identificirano s skoraj vsakim glavnim rimskim najdiščem v Perthu in Kinrossu od Dalginrossa do Blairgowrieja in Rattraya. S pojavom letalske fotografije in interpretacije oznak na poljščinah v 20. stoletju se je fokus premaknil na severovzhod in vrsto pohodnih taborov na poti do obale Moray. To je privedlo do prepričanja, da se je bitka zgodila v Aberdeenshireu ob vznožju Bennachieja, zelo značilnega hriba južno od velikega pohodnega tabora pri Logie Durnu.
Glede lokacije bitke je bilo izvedenih veliko razprav in analiz, pri čemer se večina teh najdišč nahaja v[Perthshire severno od reke Dee, Aberdeenshire, vsa na severovzhodu Škotske. Številni avtorji menijo, da se je bitka zgodila v Grampian Mountains na vidiku Severnega morja. Zlasti Roy, Watt,  Hogan in drugi imajo napredne predstave, da je bilo vzvišeno mesto bitke morda Kempstone Hill, Megray Hill ali drugi griči v bližini Raedykes rimskega tabora.
Ta najdišča v Aberdeenshiru ustrezajo zgodovinskim opisom Tacita in so prinesla tudi arheološke najdbe, povezane z rimsko prisotnostjo. Poleg tega so te visoke točke blizu Elsick Mountha, starodavne poti, ki so jo Rimljani in Kaledonci uporabljali za vojaške manevre. Bennachie v Aberdeenshiru, Gask Ridge nedaleč od Perths in Sutherlanda.
Historic Environment Scotlan je navedel negotovost lokacije kot razlog za njeno izključitev iz inventarja zgodovinskih bojišč na Škotskem.

## Bitka
Po Tacitu je 8.000 zavezniških pomožnih enot pehote tvorilo središče rimske bojne vrste, medtem ko je bilo 3.000 konjenice na bokih, z rimskimi legionarji kot rezervo pred svojim taborom. Ocene velikosti rimske vojske se gibljejo od 17.000 do 30.000 mož, čeprav Tacit pravi, da je bilo vključenih 11.000 pomožnih enot, skupaj s še štirimi eskadroni konjenice, je število legionarjev v rezervi negotovo. Kaledonska vojska, za katero Tacit trdi, da jo je vodil Calgacus (vendar ga omenja le kot govorca, verjetno je izmišljen), naj bi štela več kot 30.000 mož. Bila je nameščena večinoma na višje ležečih tleh; njene prve vrste so bile na ravnem terenu, druge vrste pa so se dvigale v vrstah, navzgor po pobočju hriba v formaciji podkve. Kaledonska enota bojnih vozov je jurišala po ravnini med obema vojskama.
Po kratki izmenjavi izstrelkov je Agricola ukazal pomožnim enotam, naj sprožijo frontalni napad na sovražnika. Te so bile osnovane okoli štirih kohort Batavcev in dveh kohort Tungri mečevalcev. Kaledonci so bili posekani in poteptani na spodnjih pobočjih hriba. Tisti na vrhu so poskušali bočni manever, vendar jih je rimska konjenica obšla. Kaledonci so bili nato popolnoma poraženi in so zbežali v bližnji gozd, kjer so jih dobro organizirane rimske enote neusmiljeno zasledovale.
Pravijo, da rimske legije v bitki niso sodelovale, temveč so bile ves čas v rezervi. Po Tacitu je umrlo 10.000 Kaledoncev, na drugi strani pa le izgubo 360 pomožnih vojakov. 20.000 Kaledoncev se je umaknilo v gozd, kjer so se precej bolje odrezali proti zasledovalcem. Rimski izvidniki naslednje jutro niso mogli najti preostalih kaledonskih sil.

V različici bitke, ki jo je napisal Hector Boece in ki bi jo lahko povzeli iz zdaj izgubljenih lokalnih virov,, je šlo za težko in tesno bitko, v kateri bi bila 
Rimska vojska uničena ... če ne bi na pomoč priskočila kohorta Germanov, ki so jo po Cezarjevem poveljstvu vpoklicali in prepeljali v Britanijo ... Boj, ki je sledil, je bil grozljiv, saj so se konfederati borili z veliko več nasilja kot borilnih veščin. Nato je Agricola poslal kohorto, ki jo je prej imel v rezervi in jo je varčeval za nenadne izredne razmere, da bi se spopadla s temi divjimi borci. Toda konfederati, ki so z neopisljivo trmoglavostjo ostali v bojni liniji, se niso mogli premakniti. Sledil je žalosten, beden prizor, ko so ranjeni konfederati padali na svoje mrtve tovariše. Nekateri so se prostovoljno izpostavili svojim krvnikom, drugi pa so pobegnili pred sovražnikom, le da bi storili samomor. Povsod je bilo mogoče videti človeške ude, orožje, trupla in s krvjo prepojeno zemljo. Bitka se je nadaljevala tako dolgo, dokler noč ni borcem odvzela vida. Nato se je oglasil signal za umik in obe strani sta se umaknili.— Boece Hector, Scotorum Historia, IV.54 (1527)

## Kritike Tacitove pripovedi
Odločilno zmago, o kateri poroča Tacit, so kritizirali nekateri zgodovinarji, ki menijo, da do spopada ni prišlo. Neki avtor je predlagal, da je bil cesar Domicijan morda obveščen o prevarantskih trditvah Agricole, da je dosegel pomembno zmago. Kljub tem trditvam je bil Agricola nagrajen z zmagoslavnimi častmi in ponujeno mu je bilo še eno guvernerstvo v drugem delu cesarstva, zato se zdi malo verjetno, da je Domicijan dvomil o doseganju znatnih uspehov. Namigovanja, da si je celotno epizodo izmislil in ga je cesar nato zavrnil, se ne zdijo verjetna, saj je bil ob vrnitvi nagrajen z odlikovanji.

## Posledice
Po tej zadnji bitki je bilo razglašeno, da si je Agricola dokončno podjarmil vsa britanska plemena. Kmalu zatem so ga odpoklicali v Rim, njegovo mesto pa je prevzel Salustij Lucul. Verjetno je Rim nameraval nadaljevati konflikt, vendar so vojaške potrebe drugod v cesarstvu zahtevale umik čet in priložnost je bila izgubljena.
Tacitova izjava v njegovem poročilu o rimski zgodovini med letoma 68 in 98 n. št.: »Perdomita Britannia et statim missa« (Britanija je bila popolnoma osvojena in takoj izpuščena), označuje njegovo grenko neodobravanje Domicijanovega neuspeha, da bi po Agricolinem uspešnem pohodu združil celoten otok pod rimsko oblastjo.